# Kamiel Maase
Kamiel Maase (Nijmegen, 20 oktober 1971) is een Nederlandse voormalige atleet uit Zeist, die zich had gespecialiseerd in de lange afstand. Hij is Nederlands recordhouder op de 5000 m en 10.000 m. Op de 30 km had hij sinds 2003 het nationale record in handen, totdat dit ophield te bestaan, nadat deze afstand door de Atletiekunie per 1 januari 2019 uit de recordlijst was geschrapt. Hij vertegenwoordigde Nederland driemaal op de Olympische Spelen.

## Biografie

### Jeugd en studie
Maase speelde vanaf zijn achtste tennis, fietste veel in vakanties en speelde lange tijd tafeltennis. Hij begon met hardlopen op z'n zeventiende. Hij meldde zich aan bij Ilion in Zoetermeer, min of meer op aandrang van zijn ouders. Zelf had hij weliswaar ook wel plezier in hardlopen, maar wedstrijden spraken hem minder aan. Dat fanatieke hoefde voor hem niet zo. Toen hij in 1990 in Leiden ging studeren, sloot hij zich aan bij de vereniging De Bataven. Hier ging hij trainen onder Bram Wassenaar, die zijn hele loopbaan zijn coach is geweest. Aanvankelijk viel hij daar nauwelijks op. Heel anders dan bijvoorbeeld Han Kulker, die Wassenaar ook onder zijn hoede had. Bij de laatste was het volgens Wassenaar onmiddellijk duidelijk dat-ie een grote zou kunnen worden.
In 1993 nam Kamiel Maase voor het eerst deel aan de Nederlandse kampioenschappen. Hij liep de 5000 m en werd tweede.
Tijdens zijn studie microbiologie aan de Universiteit van Texas in Austin (van 1994 tot 1996) kwam hij drie semesters succesvol uit voor de universiteit. Hij trainde daar onder leiding van Stan Huntsman. Na zijn studie in de Verenigde Staten keerde hij terug naar Nederland, waar hij scheikunde studeerde, afstudeerrichting biochemie, in Leiden. Deze studie rondde hij in het voorjaar van 1997 af. Eind maart 2010 studeerde hij cum laude af aan de faculteit bedrijfskunde van de Erasmus Universiteit in Rotterdam.

### Internationale doorbraak
Vanaf 1997 maakte Maase zijn doorbraak tot de wereldtop. Hij kwalificeerde zich voor de wereldkampioenschappen in Athene en maakte twee jaar later zijn debuut op de marathon. Hij finishte de marathon van Rotterdam in een snelle tijd van 2:10.08. Op de Olympische Spelen in Sydney (2000) behaalde hij op de marathon een dertiende plaats. In 2001 won hij de halve marathon van Egmond en een zilveren medaille op de Europese veldloopkampioenschappen.
In 2002 had Maase zich ten doel gesteld om een medaille te behalen op de 10.000 m tijdens de Europese kampioenschappen in München. Al vroeg in het seizoen had hij zijn kwalificatie voor dit toernooi veiliggesteld, waarin hij naast de 10.000 ook op de 5000 m van start zou gaan. In München vervloog zijn droom om het podium te bereiken echter al na twaalf ronden, toen hij struikelde over de vlak voor hem gevallen Fransman Abdellah Behar. Concurrent Dieter Baumann versnelde direct, waardoor een inhaalrace zinloos werd en Maase ten slotte als negende finishte in 28.21,85. Op de 5000 m was hij vervolgens fysiek en mentaal aangeslagen en hoewel hij een aanvallende race liep, moest Maase in de laatste kilometer het onderspit delven en werd hij in 13.41,42 ten slotte vijfde.
Hoe goed hij dat jaar in vorm was, bewees hij vervolgens in de Golden League wedstrijden in achtereenvolgens Brussel en Berlijn. Bij de Memorial Van Damme verbeterde hij zijn record op de 10.000 m tot 27.26,29, de beste Europese prestatie van het jaar. Een week later was bij de ISTAF in Berlijn zijn record op de 5000 m aan de beurt. Maase kwam er tot een tijd van 13.13,06, ruim een seconde onder de twee jaar eerder in Heusden gelopen 13.14,03. Ten slotte won hij aan het eind van het jaar de Zevenheuvelenloop (15km) met een tijd van 43.41.
In 2003 nam Maase deel aan de WK in Parijs en behaalde bij de 10.000 m als eerste Europeaan een achtste plaats. Dat jaar werd hij ook zesde op de marathon van Amsterdam in de Nederlandse recordtijd van 2:08.31. Hij was hiermee precies een halve minuut sneller dan Gerard Nijboer in 1980. Hij nam deel aan de Olympische Spelen van 2004 in Athene op de 10.000 m en behaalde hierbij een veertiende plaats in 28.23,29. Op de marathon van Rotterdam in 2005 werd hij elfde in een tijd van 2:12.51.
In 2006 won Maase voor de tweede maal in zijn sportcarrière de halve marathon van Egmond. Met een sterke eindsprint klopte hij vlak voor de streep de Keniaan Wilson Kigen en de Ethiopiër Abyote Guta met één seconde en won in een tijd van 1:03.29. Later dat jaar behaalde hij een negende plaats op de marathon tijdens de Europese kampioenschappen in Göteborg in een tijd van 2:13.46.

### Verlies aan snelheid op het kortere werk

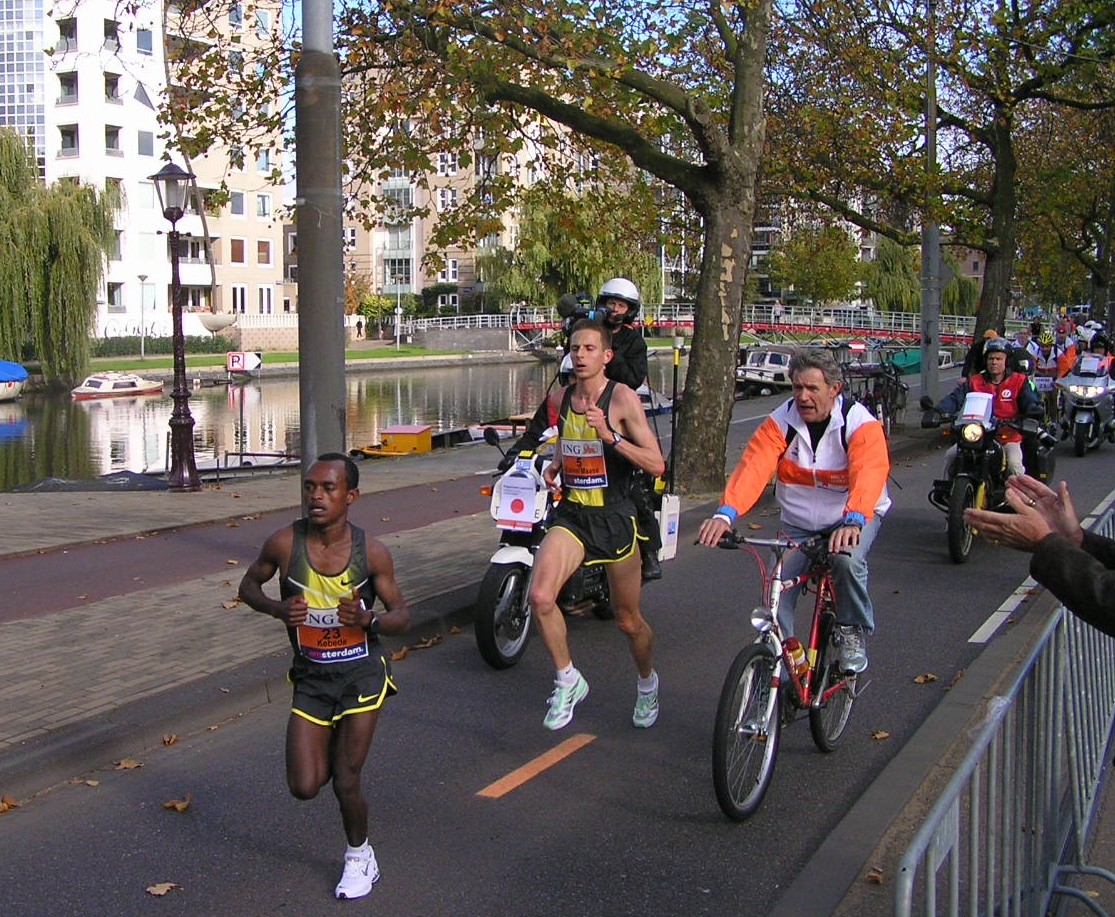
Kamiel Maase tijdens de Marathon van Amsterdam in 2007

Het jaar 2007 stond uiteraard in het teken van de WK in Osaka. Sinds 1997 was Maase bij alle grote zomerkampioenschappen van de partij geweest, afgezien van 2005, toen hij zich na kwalificatie door een blessure moest afmelden. Helemaal naar wens verliepen de voorbereidingen deze keer overigens niet. Maase, die zich in de voorgaande jaren vooral op de wegatletiek had gericht, had moeite om de snelheid terug te vinden die op de baan noodzakelijk is. Een eerste aanwijzing was wellicht zijn verlies op de 5000 m tijdens de Nederlandse kampioenschappen in Amsterdam in het weekend van 1 juli. Ondanks enkele tempoversnellingen wist Maase aanstormend talent Michel Butter niet van zich af te schudden. De gehele wedstrijd liep het tweetal een halve ronde voor de rest van het veld uit, maar in de eindsprint wist Butter ten slotte langszij te komen en Maase op de streep te verslaan. Een zeldzaam verlies op eigen bodem voor de voormalige achtvoudige kampioen op deze afstand, die met zijn gerealiseerde tijd van 13.55,68 ook al niet tevreden kon zijn.
Beter verging het hem enkele weken later in het Belgische Brasschaat, waar hij tijdens de Flanders Cup Meeting op 22 juli een sterk veld trof. Maase kwam er op de 5000 m tot 13.32,49, voldoende hoopgevend om een week later tijdens de open Spaanse kampioenschappen te proberen zich op de 10.000 m te kwalificeren voor Osaka. Helaas mislukte die poging. De Zeistenaar liep in Avilés naar een zesde plaats en een tijd van 28.38,09, terwijl hij 27.53,45 had moeten realiseren.

### Marathonrecord
Kamiel Maase richtte zich daarom voor de rest van 2007 maar weer volledig op het wegseizoen, met als hoofddoel kwalificatie voor de marathon op de Olympische Spelen in Peking. Op 2 september ging hij voortvarend van start ging door tijdens de Tilburg Ten Miles de klokken stil te laten zetten op 46.44, de snelste tijd die ooit door een Nederlander op deze afstand is gelopen.
Vervolgens vormde op 21 oktober 2007 Amsterdam het decor voor een supersnelle ING Amsterdam Marathon, die in de op een na snelste jaartijd wordt gewonnen door de Keniaan Emmanuel Mutai in 2:06.29. Met daarna nog eens zes man in de 2:06 en 2:07 manifesteerde deze editie van de marathon van Amsterdam zich als een van de sterkste van het jaar. Kamiel Maase profiteerde van de gunstige omstandigheden en het hoge tempo: hij liep naar een negende plaats en een Nederlands record. De 36-jarige atleet uit Zeist verbeterde zijn eigen nationale toptijd uit 2003 met tien seconden tot 2:08.21.
Vanwege zijn marathonprestatie in oktober werd Kamiel Maase door de Europese atletiekfederatie (EAA) tot atleet van de maand worden gekozen. Aangezien bij de vrouwen Lornah Kiplagat dezelfde titel kreeg toebedeeld, werd het een 'Double Dutch', een unicum in de geschiedenis van de Nederlandse atletiek.

### Olympische kwalificatie met hindernissen
Door zijn goede prestatie in de marathon van Amsterdam had Kamiel Maase zich genomineerd voor de Olympische Spelen in 2008. Wilde hij echter een startbewijs verwerven, dan moest hij vormbehoud tonen door een halve marathon in 1:03 te lopen, of een 20 km in 1:01, zo had het NOC*NSF verordonneerd. Dat leek geen al te grote opgave. De eerste wedstrijd van het jaar werd op 20 januari 2008 de Mastboscross in Breda, waar Maase het parcours van ruim 10 km in 31,08 min. als vierde beëindigde. Maar daarna kwamen er verschillende blessureproblemen op zijn pad. Een enkelblessure, een slijmbeursontsteking in zijn voet en hinder aan een teen voorkwamen, dat Maase in de maanden erna in alle rust kon proberen aan de voor Peking vereiste prestatie te voldoen. Uiteindelijk slaagde hij erin om op 22 juni, vijf maanden na zijn eerste optreden van het jaar, tijdens de Corus Marquetteloop zijn olympische nominatie te verzilveren. In Heemskerk kwam de Zeistenaar na twintig kilometer door in 1:00.52, precies onder de eis van 1:01.00 om vormbehoud te tonen. En zo kon hij, met dit jaar slechts twee wedstrijden in zijn bagage, zich gaan voorbereiden op de olympische marathon op 24 augustus 2008 in Peking.

### Laatste optreden op Olympische Spelen
Op de dag van de olympische marathon zelf bouwde Maase zijn race rustig op, waarbij hij vasthield aan zijn plan om de 5 km’s te lopen in ongeveer zestien minuten. Door het hoge tempo van de kopgroep verzeilde hij echter achter in de groep en hoewel hij in de loop van de race van de 88-ste naar de 39-ste plaats opschoof, kwam Maase nooit meer in de buurt van de kop. Hij eindigde zijn race ten slotte in 2:20.30. 'Bram Wassenaar en ik hadden gerekend op een winnende tijd van 2:15 en dan zou ik redelijk in de buurt van de kop kunnen blijven', zo verklaarde hij zijn strategie. 'Maar dat er hier 2:06 gelopen zou worden, daar had ik absoluut geen rekening mee gehouden'. Een teleurgestelde Kamiel Maase had zich van zijn laatste olympische optreden in elk geval veel meer voorgesteld.
De wedstrijd werd gewonnen door de Keniaan Samuel Wanjiru in 2:06.32, een nieuw olympisch record.

### Afscheid
Met een achtste plaats in de halve marathon van Egmond, de wedstrijd die hij in 2001 en 2006 had gewonnen, nam Kamiel Maase op 11 januari 2009 afscheid van de wedstrijdatletiek. Aanvankelijk had hij zich zijn 'afscheidstournee' heel anders voorgesteld. Hij had na de Spelen in Peking nog een aantal wegwedstrijden in Nederland willen lopen, maar werd zo lang geplaagd door blessures, dat hij pas in december 2008 zijn training kon hervatten. Na "Egmond" zat het erop voor de atleet die met Claartje Raedts, met wie hij in september 2005 was getrouwd, op 15 april 2009 een dochter, Anna genaamd, heeft gekregen.
'Ik ga een baan zoeken; na een hardloopcarrière van 20 jaar sluit ik me aan bij de rest van Nederland', zei hij na de finish. Lang heeft hij daar niet op hoeven wachten. Medio mei 2009 trad hij in dienst van NOC*NSF als coördinator Wetenschappelijke Ondersteuning van Topsport, in welke functie hij vragen vanuit de topsport gaat vertalen naar de wetenschap. Hij werkt bij NOC*NSF in het team van Maurits Hendriks. Tijdens de afscheidsreceptie in Egmond werd Maase benoemd tot lid van verdienste van de Atletiekunie. Hij kreeg de onderscheiding uitgereikt door directeur Rien van Haperen.

## Kampioenschappen

### Internationale kampioenschappen
| Onderdeel | Titel                 | Jaar |
| --------- | --------------------- | ---- |
| 10.000 m  | Universitair kampioen | 1997 |

### Nederlandse kampioenschappen
Outdoor
| Onderdeel                 | Jaar                                           |
| ------------------------- | ---------------------------------------------- |
| 5000 m                    | 1995, 1996, 1997, 1999, 2000, 2001, 2003, 2004 |
| 10 km                     | 2005                                           |
| halve marathon            | 2004                                           |
| marathon                  | 2003, 2005, 2006                               |
| veldlopen (lange afstand) | 1997, 1998, 2001, 2002, 2003, 2004, 2005, 2006 |

Indoor
| Onderdeel | Jaar |
| --------- | ---- |
| 3000 m    | 1997 |

## Persoonlijk records
Baan
| Onderdeel   | Prestatie | Datum            | Plaats   | Speciaal |
| ----------- | --------- | ---------------- | -------- | -------- |
| 1500 m      | 3.42,84   | 4 juli 2001      | Papendal |          |
| 2 Eng. mijl | 8.38,81   | 31 mei 1997      | Hengelo  |          |
| 3000 m      | 7.45,44   | 12 juni 1999     | Leiden   |          |
| 5000 m      | 13.13,06  | 6 september 2002 | Berlijn  | ex-NR    |
| 10.000 m    | 27.26,29  | 30 augustus 2002 | Brussel  | NR       |

Weg
| Onderdeel      | Prestatie | Datum            | Plaats              | Speciaal             |
| -------------- | --------- | ---------------- | ------------------- | -------------------- |
| 10 km          | 28.13     | 23 november 1995 | Chiba               |                      |
| 15 km          | 43.41     | 17 november 2002 | Nijmegen            |                      |
| 10 Eng. mijl   | 46.44     | 2 september 2007 | Tilburg             | ex-snelste Ned. ooit |
| 20 km          | 59.12     | 12 maart 2006    | Alphen aan den Rijn |                      |
| 25 km          | 1:15.34   | 21 oktober 2007  | Amsterdam           |                      |
| halve marathon | 1:02.03   | 11 februari 2007 | Schoorl             |                      |
| 30 km          | 1:30.20   | 16 februari 2003 | Schoorl             | ex-NR                |
| marathon       | 2:08.21   | 21 oktober 2007  | Amsterdam           | ex-NR                |

Indoor
| Onderdeel | Prestatie | Datum        | Plaats |
| --------- | --------- | ------------ | ------ |
| 3000 m    | 7.54,79   | 7 maart 1997 | Parijs |

## Palmares

### 3000 m
- 1996:  Meeting in Tessenderlo - 7.52,17
- 1997:  NK indoor - 7.56,39
- 1997: 7e Meeting in Parijs - 7.54,79
- 1997:  Meeting in ? - 7.56,39
- 1999:  Europacup B finale in Lahti - 7.58,66
- 1999:  Meeting in Leiden - 7.45,44
- 2001:  Europacup B finale in Boedapest - 7.58,66
- 2002:  Meeting in Sevilla - 7.51,88

### 2 Eng. mijl
- 1997: 7e Meeting in Hengelo - 8.38,81

### 5000 m
- 1993:  NK - 14.10,89
- 1995:  NK - 14.22,41
- 1996:  NK - 13.40,11
- 1997:  NK - 13.57,38
- 1999:  NK - 13.39,85
- 1999: 4e Meeting in Hechtel - 13.25,17
- 2000:  NK - 13.47,84
- 2000: 4e Meeting in Heusden - 13.14,13
- 2000:  Europacup B finale in B in Bydgoszcz - 13.48,41
- 2001:  NK - 13.42,52
- 2001: 7e Meeting in Heusden - 13.19,86
- 2002: 4e Meeting in Heusden - 13.20,27
- 2002: 10e Meeting in Berlijn - 13.13,06
- 2003:  NK - 14.01,14
- 2004:  NK - 13.34,62
- 2007:  NK in Amsterdam - 13.55,68
- 2007:  Arnhem - 13.50,65
- 2007: 9e Brasschaat - 13.33,24

### 10.000 m
- 1996:  open Russische kamp. - 28.23,37
- 1997:  Universiade - 28.22,11
- 1997: 12e Meeting in Neerpelt - 28.31,02
- 1997: 6e Meeting in Aviles - 28.38,09
- 1997:  Europese 10.000 m cup "A race" - 27.35,72
- 1998: 9e Meeting in Lissabon - 27.51,42
- 1999: 4e Meeting in Barakaldo - 27.50,30
- 1999: 8e Meeting in Hengelo - 27.34,02
- 2000:  Meeting in Watford - 27.56,94
- 1991:  Europese 10.000 m cup "A race" - 28.02,37
- 2002: 10e Meeting in Brussel - 27.26,29
- 2003: 8e WK - 27.45,46
- 2004:  Meeting in Watford - 27.51,99
- 2004:  Europese 10.000 m cup "A race" - 28.20,30

### 5 km
- 1997:  5 km van East Los Angeles - 13.46

### 4 Eng. mijl
- 1993:  4 mijl van Groningen - 18.34
- 1996: 4e 4 mijl van Groningen - 18.28
- 1999: 4e 4 mijl van Groningen - 18.27,4
- 2001:  4 mijl van Groningen - 18.18

### 10 km
- 1997:  10 km van Noordwijk - 28.32
- 1999:  10 km van Voorthuizen - 28.32
- 2000:  The Hague Royal Ten - 29.08
- 2002:  Goudse Nationale Singelloop - 28.26,9
- 2003:  10 km van Den Haag - 28.14
- 2005: 18e Fortis marathon van Utrecht - 35.33
- 2005:  Groet Uit Schoorl - 28.54
- 2006: 7e Hilversum City Run - 30.34
- 2006:  Laan van Meerdervoort 10K - 28.41

### 15 km
- 2002:  Zevenheuvelenloop - 43.41
- 2006:  Montferland Run - 44.38
- 2006: 8e Zevenheuvelenloop - 44.06

### 10 Eng. mijl
- 2003: 5e Dam tot Damloop - 46.47
- 2007: 4e Tilburg Ten Miles - 46.44
- 2007: 5e Dam tot Damloop - 47.11

### 20 km
- 2006:  20 van Alphen - 59.12

### halve marathon
- 1997:  halve marathon van Carlsbad - 1:02.14
- 1999:  halve marathon van Egmond - 1:02.10
- 1999: 13e WK in Palermo - 1:02.33
- 2000:  halve marathon van Egmond - 1:02.50
- 2000: 4e Great Scottish Run - 1:02.07
- 2001:  halve marathon van Egmond - 1:03.42
- 2003:  halve marathon van Egmond - 1:04.36
- 2004:  NK in Den Haag - 1:03.14 (5e overall)
- 2006:  halve marathon van Egmond - 1:03.29
- 2007:  halve marathon van Egmond - 1:04.34
- 2007:  Groet Uit Schoorl - 1:02.03
- 2007: 7e Bredase Singelloop - 1:04.23
- 2009: 8e halve marathon van Egmond - 1:07.46

### 30 km
- 2003:  Groet Uit Schoorl - 1:30.20
- 2006:  Groet Uit Schoorl - 1:32.22

### marathon
- 1999: 11e marathon van Rotterdam - 2:10.08
- 2000: 13e OS in Sydney - 2:16.24
- 2003:  NK in Rotterdam (11e overall) - 2:10.28
- 2003: 6e marathon van Amsterdam - 2:08.31
- 2005:  NK in Rotterdam (11e overall) - 2:12.50,1
- 2006:  NK in Rotterdam (10e overall) - 2:10.44,2
- 2006: 9e EK in Göteborg - 2:13.46
- 2007: 5e Lake Biwa Marathon - 2:12.40
- 2007: 9e marathon van Amsterdam - 2:08.21
- 2008: 39e OS in Peking - 2:20.30

### veldlopen
- 1993: 4e Warandeloop - 30.05
- 1994: 34e EK - 28.59
- 1996: 5e Warandeloop - 30.29
- 1996: 20e EK - 34.25
- 1997:  NK in Apeldoorn - 37.04
- 1998:  NK in Asten - 36.15
- 1998:  Mastboscross - 34.49
- 2000: 5e Warandeloop - 30.09
- 2000: 7e EK - 29.49
- 2001:  Internationale sprintcross - 33.13
- 2001:  NK in Kerkrade - 44.59
- 2001:  EK in Thun - 28.05
- 2001: 4e Warandeloop - 29.37
- 2001:  Mastboscross - 33.13
- 2002:  NK in Amersfoort - 39.33
- 2002:  Warandeloop - 30.03
- 2003:  NK in Harderwijk - 35.39
- 2004:  Int. Fondas Sprintcross - 32.54
- 2004:  NK in Holten - 36.44
- 2005:  NK in Roggel - 36.42
- 2005:  Sylvestercross - 33.16
- 2006:  NK in Norg - 36.57
- 2006: 4e Warandeloop - 30.22

## Onderscheidingen
- KNAU-atleet van het jaar - 1999, 2001, 2003
- KNAU-lid van verdienste - 2009